# Adam Gopnik

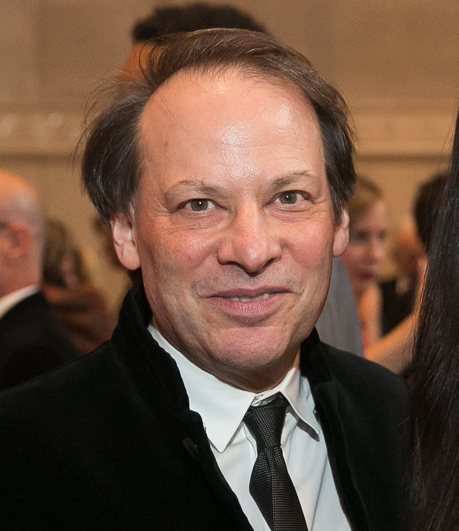
Adam Gopnik, 2014

Adam Gopnik (* 24. August 1956 in Philadelphia) ist ein US-amerikanischer Schriftsteller, Essayist und Kommentator.

## Leben
Gopnik wuchs in Montreal auf, wo seine Eltern, Irwin und Myrna Gopnik als Professoren an der McGill University lehrten. Dort machte Adam Gopnik seinen Bachelor of Arts und studierte anschließend am New York University Institute of Fine Arts. 1986 veröffentlichte The New Yorker das erste Stück von Gopnik.
Als studierter Kunsthistoriker kuratierte Gopnik gemeinsam mit seinem Freund Kirk Varnedoe 1990 die Ausstellung High/Low im Museum of Modern Art. 1995 entsandte ihn The New Yorker nach Paris; seine Berichte über das Leben dort erschienen nach seiner Rückkehr 2000 gesammelt bei Random House. 
In Todd Fields mehrfach oscarnominiertem Drama Tár spielt Adam Gopnik neben Cate Blanchett in einer Szene zu Filmbeginn, die ein Podiumsgespräch zeigt.
Gopnik lebt mit seiner Frau, Martha Parker, und zwei Kindern in New York. Zu seinen fünf Geschwister gehören die Psychologie-Professorin Alison Gopnik und der Kunstkritiker Blake Gopnik.

## Werke
- Paris to the Moon (2000), ISBN 0-375-75823-2. Auszug
- (Hg.) Americans in Paris: A Literary Anthology (2004), ISBN 1-931082-56-1.
- The King in the Window (2005)
- Through the Children's Gate: A Home in New York (2006), ISBN 978-1-4000-4181-7. Auszug
- Angels and Ages: A Short Book About Darwin, Lincoln, and Modern Life (2009), ISBN 978-0-307-27078-8.
- The Steps Across the Water (2010), ISBN 978-1-4231-1213-6.
- Winter: Five Windows on the Season (2011), ISBN 978-0-88784-975-6.
- The Table Comes First: France, Family, and the Meaning of Food (2011), ISBN 978-0-307-59345-0.
- A Thousand Small Sanities: The Moral Adventure of Liberalism (2019), ISBN 978-1-5416-9935-9.
- The Real Work: On the Mystery of Mastery (2023), ISBN 978-1-52941-463-9